# خوزه ویسنته لدو
خوزه ویسنته لدو (انگلیسی: José Vicente Lledó؛ زادهٔ ۱۴ دسامبر ۱۹۷۱) بازیکن فوتبال اهل اسپانیا است.
از باشگاه‌هایی که در آن بازی کرده‌است می‌توان به باشگاه فوتبال رکریتیوو اوئلوا و باشگاه فوتبال هرکولس اشاره کرد.